# Новосілки (Боярська міська громада)
Новосі́лки — село Боярської міської громади Фастівського району Київської області. Розташоване за 27 км від обласного центру.
Найближча залізнична станція Боярка за 15 км. Автомобільна дорога Мостище-Київ проходить через Новосілки, відстань до Житомирської траси — 20 км. Через село протікає р. Ірпінь.
Площа населеного пункту — 470,2 га, кількість дворів — 687. Населення — 859 осіб. День села — 27 вересня

## Історія
Населений пункт Новосілки, за легендами, існував ще в XIII ст. Після нападів і руйнувань татаро-монголами, кримськими татарами та іншими кочовими народами село змінювало назву. В історичному романі В.Малика «Горить свіча» воно назване Калиновий Кут, згодом — Лисовка, Старосілля і нарешті Новосілки, це вже з початку XV ст. й донині.
Першу письмову згадку про Новосілки знаходимо в запису про грошові і медові данини Київської Софійської митрополичої вотчини від 1415 р. чи пізніше: «У Новом селі Ондрієви діти дають ведро меду».
Після нищівних руйнувань, пограбувань, спалень 1240 р. та 1482 р., майже на два століття настало відносне затишшя. Люди повертались з переховувань на рідну землю, заселяли її, господарювали. У XVII ст. село Новосілки було "містечком з прилеглими до нього поселеннями: Мостище, Бушовка, Звонки, Добковщина, про що згадується в «Описах» Михайла Корибута 10 жовтня 1670 р.
На території Новосілок і прилеглих землях трапляються непоодинокі знахідки різних епох і періодів. Рання епоха бронзи подарувала кам'яну шліфовану сокиру з діориту, що сягає першої половини II тис. до н. є., яка віднайдена на городі П. С. Стеценка. Пізніший період цієї епохи подарував тюльпаноподібний горщик з кістками — це захоронення. Віднайдений при закладенні фундаменту під будинок Н. О. Вознюк.
Особливо багато різних уламків і різної кераміки в урочищі Старосілля, що вказує на давнє поселення. Житель села С. В. Осипенко знайшов череп'яну прикрашену козацьку люльку XVII–XVIII ст., Й. Ф. Стриж — монету срібну (1570 р.). Чимало монет XVII–XVIII ст. знайдено учнями школи, вони зберігаються в історичному музеї школи.
В урочищі Дубова Шия знайдено великий якір. Навіть існує легенда про затоплений човен зі скарбом, яка свідчить про те, що Ірпінь був судноплавною річкою, де тривала жвава торгівля.
У 1975 р. на глибині 30 см, на городі І. Д. Тимошенка, знайдено горщик, що нагадував скарбничку. У ньому було 38 монет різного карбування, починаючи від середини XVI ст., географія яких — Польща, Іспанія, Литва, Пруссія, Швеція, Бельгія, Москва.
У різні періоди населення займалось землеробством, більшість земель засівалось зерновими культурами, особливо житом. Тримали різну худобу, зокрема корови, воли, свині, овечки, заможніші — мали ще й коні.
Чисельність населення коливалася: це залежало від різних причин (набіги нападників, війни). Так, у 1864 р. в селі було 110 дворів, проживало 1332 особи (670 чоловіків і 654 жінок).
Кожної неділі «ярмаркували» в с. Ясногородка. В селі була церковнопарафіяльна школа, одна казенна лавка, одна пивна, дві бакалійні лавки, три кузні, один водяний млин, два вітряки. До початку радянської влади діяв черепичний завод.
У парку знаходився 30-кімнатний двоповерховий будинок, каплиця-усипальниця із зеленого мармуру, тут же знаходилась Свято-Хрестовоздвиженська церква, обнесена кованим парканом на мурованих стовпах.
1685 року Новосілки увійшли до Фастівського козацького полку, який очолював Семен Палій. Мешканці села взяли участь у повстанні проти ліквідації козацтва на підпольській Україні у 1702—1704 роках.
В 1742 році гайдамацький загін Харитона Коняхіна з допомогою жителів села розгромив маєток поміщиці Виговської.
Поблизу Новосілок діяли загони Микити Швачки, Андрія Журби. 1768 року тут побував Іван Бондаренко (виходець с. Грузьке). Про те, що новосілківці були учасниками гайдамаччини, національно-визвольного руху Коліївщини, говорять назви місцевостей — Гайдамацький Яр, Глибокий Яр.
Іван Бондаренко прибув до Новосілок вранці 8.07.1768. Тут його радо зустрів місцевий священик Олекса Шавровський .
Лаврентій Похилевич писав про село наступне:
| «Новосілки село, яке розташоване на лівій стороні р. Ірпінь, за 12 верст на схід від Бишева. Жителів проживає: православних 801, католиків 10, євреїв 18 (дані на 1864 р.) та відповідно православних 1000; євреїв 46. (дані на 1887 р.) У 1636 р. Новосілки належали Гулькевичу Філону Богушевичу. В замітках господарської економії за згаданий рік зазначено, що в селі було: 10 хат, 4 городника, 2 млини, швець і коваль. Потім грамотою короля Михайла Вишневецького від 25 квітня 1670 р. це село затверджується за Києво-братським навчальним (бурсою) монастирем, разом з Мотовилівкою, на утримання колегії (згодом академії). Втім навчальний монастир заплатив за Новосілки 60.000 польських злотих грошей. Але в наступний 1671 р. 3 травня шляхтич полковник Пиво розграбував і спалив Новосілки, а жителів вирізав. Але коли згідно з угодою ліва сторона Ірпеня була віддана Польщі: то Новосілки ввійшли до Бишівського маєтку; і Пиво, без сумніву, вчинив погром за згодою з Бишева. На початку XVIII століття Новосілки перебували у володінні Ганни (з роду Харленських) Виговської, скарбничій земства київського; а з другої половини століття Новосілки знову приєднують до Бишевського ключа. Франц Харленський у 1830 р. продав Новосілки разом з Мостищами адвокатові Грабовському, який через кілька років перепродав іншому адвокатові Ігнатові Марцинківському. Старший син Ігната Фердинанд (сповідував латинський обряд) продав у 1875 р. Новосілки Василю Констянтиновичу Цеслінському в кількості 675 орної і 458 десятин лісової землі; Молодшому сину Ігната — Альберту у спадщину дісталось село Мостище. В 1833 році в Новосілках знайдено древній хрест із срібла вагою 2,5 фунта. Хрест було передано до Київського Софіївського собору згідно з розпорядженням консисторії. У Новосілках є великий чудовий сад, маєток, винокурня та хлібний магазин. Церква в Новосілках Хрестовоздвиженська, дерев'яна 5-класу будівель в 1857—1859 була капітально відремонтована. Церкві належить 46 десятин землі До Новосільської церковної громади належить село Мостище». |
Метричні книги, клірові відомості, сповідні розписи церкви Воздвиження Чесного Хреста Господнього с. Новосілки Мотижинської волості Київського пов. Київської губ. зберігаються в ЦДІАК України.
Поміщицьку владу знищено революцією. У Новосілках — братська могила 64 бійців-богунців, які загинули в бою з денікінцями. Розпочала роботу нова економічна політика. Це був розквіт селянських господарств. Завдяки тим, хто мав добру голову та роботящі руки, село стрімко пішло вгору.
Земля оброблялась і давала добрі врожаї, самі селяни брались за виготовлення техніки (молотарки, паровики, приводи, олійниці). Все це підсікла колективізація, раптове усуспільнення всього нажитого селянином. Хазяїв називали куркулями, експлуататорами, ворогами народу. Тут і виникали репресивні дії.
Протягом 1937–1938 рр. в Новосілках було 12 розкуркулених і репресованих сімей: Деркач Яків, Малишенко Михайло, Польовик Павло, Зінченко Андрій, Зінченко Юхим, Петенко Пилип, Стигняк Денис — розстріляні в Биківнянському лісі. Реабілітовані через 30-40 років (двотомний документальний збірник прізвищ жертв репресій «Сосни Биківні свідчать: злочин проти людства». М. Роженко і Е. Богацька).
Кириченко Макар, Сідлецький Денис, Литвиненко Антон, Тимошенко Яків, Литвиненко Трохим загинули в засланні на Соловках.
На той час сільськогосподарським підприємством був колгосп «Червона іскра», головами якого були Перепеченко, В. Максименко, В. Кожушко, Ф. Литвиненко. За колгоспного ладу діяв водяний млин, крупорушка, олійниця. Працювала місцева електростанція (приводилась в рух потужною турбіною). Діяла зрошувальна система для городництва.
Роки голодомору (геноциду) 1932–1933 рр. забрали з життя майже половину населення. Господарів знищено, розкуркулено, вислано на Соловки, Урал, а «кухарчині діти» самі гинули з голоду, бо господарювати не вміли. Свідків голодомору лишились одиниці, яким нині за 80-90 років. Дев'ятеро з них на сьогодні — ще жива історія. Реєстру, документації в той жахливий час ніхто не вів.
У Новосілки німці в'їхали на мотоциклах 11 липня 1941 р. Відвойовано село старими окупантами 3 листопада 1943 р.
Бої велися в Поірпінні, вул. Ужовка (Гагаріна). Тут будувались бліндажі, укріплення під хатами, на городах. Німці не виселяли жителів з певною метою. Тому й загинуло тут 11 мирних жителів (з них 4 дитини). Гарматна перестрілка та бомбардування знищили чотири будинки.
Під час окупації до Німеччини на примусові роботи було вивезено 26 осіб (17 дівчат і 9 юнаків). Загинули і не повернулися додому 6 осіб. На фронтах Німецько-радянської війни загинув 131 односельчанин.
В «Історії міст і сіл Української РСР» про Новосілки початку 1970-х було подано таку інформацію:

| Новосілки - село, центр сільської Ради, розташоване на березі річки Ірпеня за 34 км від районного центру та за 17 км від залізничної станції Васильків. Населення - 973 чоловіка. У селі - центральна садиба радгоспу «Новосілківський», який має 3520 га землі, у т. ч. 2426 га орної. Радгосп спеціалізується на виробництві молока. Вирощують пшеницю, картоплю, льон, овочі. У Новосілках - восьмирічна школа, клуб, бібліотека, Медична амбулаторія, аптека. За мужність і відвагу, виявлені в боях проти фашистських загарбників, 146 жителів Новосілок нагороджені орденами і медалями Союзу РСР[2]. |

## Сучасність
Після різних реорганізацій з 1968 р. колгосп став радгоспом «Новосілківський», згодом — ТОВ «Агрофірма „Сузір'я“.
З 1998 р. під керівництвом директора О. П. Плотніцького господарство процвітало і розвивалося — працював млин з найновішим обладнанням, займались птахівництвом — 8 тис. маточного поголів'я гусей породи „Італійська пухова“, а згодом, розведення великої рогатої худоби породи „Австрійський сементал“ та III місце на виставці „Агро-2005“, розвиток рослинництва, повна забезпеченість технікою, створення нових робочих місць, надання безкоштовної допомоги ветеранам війни та одиноким пристарілим людям в оранці та обмолоті городів, щорічна безкоштовна допомога у вигляді продуктових наборів для ветеранів війни до свята Дня Перемоги, одиноким пристарілим громадянам до Великодня, благодійна матеріальна допомога для учнів Новосілківської ЗОШ та дитячого садочка у вигляді продуктів харчування, канцтоварів і транспортних послуг, безкоштовне виділення автомобіля для перевезення померлих громадян до сільського кладовища.
Відзначені державними нагородами воїни, директори, працівники сільського господарства, вчителі. Серед них Т. Д. Шеремет — медична сестра, І. М. Санжак та В. А. Сторожицька — директори новосілківської школи, В. Ф. Задерновський, який будучи 16 років сільським головою, зробив великий внесок у розвиток села, за що вдячні односельчани назвали його іменем одну з вулиць села, А. М. Костюченко — депутат сільської ради і староста Свято-Хрестовоздвиженської церкви.
Будинок культури с. Новосілки — центр дитячої творчості та гармонійного розвитку особистості для дітей та молоді, а також велике родинне вогнище, яке зігріває серця всіх жителів села від малого до великого.
А став він таким з приходом на роботу в село директора С. А. Перепелиці, артистки балету, майстра спорту з художньої гімнастики, тренера з легкої атлетики, яка створила прекрасний дитячий танцювальний колектив „Лелеченьки“, у складі якого 60 учасників. За співпраці із сільською радою, дирекцією школи, батьківським комітетом всього за півтора року наполегливої праці їм вдалося досягти значних результатів — переможці в кущовому та районному огляді художньої самодіяльності (2006 р., 2007 р.); лауреати фестивалю „Золоті лелеки“ (телекомпанія „Гравіс“, м. Київ, 2006 р.); лауреати районного фестивалю „Таланти твої, Макарівщино, 2006“ (смт Макарів); призове місце на районному конкурсі „Танцювальний вернісаж, 2007“ (смт Макарів); учасники міжнародного фестивалю мистецтв „Весна 2007“ (м. Київ); лауреат і володар І премії (солістка) міжнародного фестивалю мистецтв „Зорепад 2007“ (м. Коломия); лауреати та володарі III премії обласного фестивалю молодих естрадних виконавців „Київщина молода — нові імена 2007“ (м. Богуслав).
Художній керівник новосілківського Будинку культури — заслужена артистка України, співачка Н. М. Ковальська прикладає багато зусиль до того, щоб відродити старовинну українську пісню, навчає дітей співати сучасних естрадних пісень. Наталія Миколаївна разом з концертмейстером П. І. Тулікою створили три фольклорні ансамблі — дитячий „Барвінок“, козацький „Калиновий Кут“ та новостворений жіночий ансамбль „Журавка“ — хоч він і наймолодший, але участь в ньому беруть жінки віком 60-80 років. Перший виступ ансамблю відбувся в телепрограмі „Надвечір'я“.
Великі зміни стались і в Свято-Хрестовоздвиженській церкві, яка в 2003 р. вийшла з-під влади Московського патріархату, і з приходом настоятеля П. О. Найденова була реставрована й нині радує прихожан сіл Новосілки та Мостище.
Новосілківська ЗОШ І-ІІІ ступенів з лютого 2005 р. з приходом директора Л. І. Розсохач стала громадсько-активною школою, бере участь у Всеукраїнському проекті „Школа як осередок розвитку громади“.
З 2006 р. розвивається спортивний напрям у навчанні і відкрито допрофесійну підготовку учнів-старшокласників, учнівський та педагогічний колектив бере участь у всеукраїнському проекті „ПіснеЗнайка“ (автор Олександр Бойко). Велику допомогу надає методист районного відділу освіти Н. М. Українець.
У дитячому садочку „Берізка“ з вересня 2007 р. відкрито дві різновікові групи, у яких займається 30 дітей, побудовано сучасні дитячі майданчик», проведено благоустрій території, у приміщеннях зроблено ремонт, придбано килими, нові меблі, посуд, плиту, холодильник, аудіо — та відеоапаратуру, книги та розвиваючі ігри.
У с. Новосілки спішно діють два музеї — Німецько-радянської війни при Новосілківській ЗОШ І-ІІІ ступенів та образотворчого та ужиткового мистецтва, що є філією Макарівського районного історико-краєзнавчого музею, створеного в 2005 р. при Новосілківській сільській раді з ініціативи Н. Я. Кардаш, яка передала в дар музею унікальні експонати — ткацький верстат, прялку, посуд, домоткану тканину, практично все, що дісталося їй у спадок після смерті матері та бабусі.
До архітектурних пам'яток належать пам'ятник герою Радянського Союзу Івану Хомовичу Кучеренку, братська могила та пам'ятник воїнам-червоноармійцям, могила та пам'ятна дошка з іменами загиблих односельчан (на кладовищі).
До новостворених пам'яток варто віднести пам'ятник загиблим у роки німецько-радянської війни воінам-односельчанам та воїнам-інтернаціоналістам, що загинули в Афганістані (в центрі села) та пам'ятник поету-земляку Петру Сиченку, збудовані в 2004–2006 рр. Новосілківською сільською радою на кошти спонсорів.
У селі також працюють фельдшерсько-акушерський пункт під керівництвом І. С. Поліщук, Г. М. Романченко завідує відділенням зв'язку, а в 2004 р. з ініціативи С. М. Кубай створено й успішно працює сільськогосподарський обслуговуючий кооператив «Водограй», який надає послуги з водопостачання.
На високому рівні здійснюється торговельне обслуговування населення в таких магазинах: продуктових, промислових, будівельних матеріалів, а також перукарні, де здійснюють підприємницьку діяльність СПД «Білюга М. Г.», СПД «Плотніцька А. П.», СПД «Плотніцький Ю. П.».
До промислових об'єктів також належать пилорами — СПД «Оганесян Х. В.», СПД «Шляховий Л. І.». Приватний підприємець Оганесян Х. В. постійно надає безкоштовну матеріальну допомогу жителям села у вигляді дров (обрізків), тирси, будівельних матеріалів на ремонт церкви, школи та дитячого садочка.
Кожної середи в с. Новосілки з 8 год. до 12 год. відбувається виїзна торгівля на базарі в центрі села.
На території Новосілківської сільської ради функціонують чотири селянських (фермерських) господарства, спортивна футбольна команда, громадська організація «Богунський полк Українського козацтва», жіноча районна громадська організація «Світлиця», молодіжна громадська організація «Еклектика», започатковує роботу благодійний фонд підтримки та розвитку громади села Новосілки «Відродження».
Село газифіковано, двадцять одна вулиця села з вуличним освітленням. За межами населеного пункту знаходиться 17 садових товариств, що налічують півтори тисячі садових ділянок.
У перспективах розвитку села — збільшення чисельності населення, будівництво доріг, церкви, Центру творчості, спортивного комплексу, лікарні, організація сільського зеленого туризму, розвиток освіти, художньої самодіяльності, музейної справи, краєзнавчої роботи, народної творчості в поєднанні з модельним бізнесом та багато іншого корисного, цікавого і необхідного.

## Видатні люди
Новосілки є Батьківщиною Героя Радянського Союзу Кучеренка Івана Фомича, який народився в 1908 році в селі Новосілки Бишівського району в селянській родині. Українець. Член КПРС. У Червоній армії з 1929 року.
Новосілки є також Батьківщиною українського письменника Володимира Кириловича Малика (справжнє прізвище — Сиченко) який народився в цьому селищі 21 лютого 1921 року в селянській родині.
Філологічну освіту здобув у Київському університеті (1950). Потім тривалий час викладав у школі українську мову і літературу.
Першу його книжку — віршовану історичну казку «Журавлі-журавлики» (1957) — із задоволенням прочитали діти й дорослі. Згодом побачили світ історичні поеми й легенди молодого автора — «Чарівний перстень», «Месник із лісу», «Червона троянда», «Микита Кожум'яка», «Воєвода Дмитро». Успішно працював письменник і в галузі прози. Юних читачів полонили цікаві, гостросюжетні повісті «Чорний екватор», «Новачок», «Дві перемоги», «Слід веде до моря», «Двоє над прірвою» та інші.
Тут також народилися:
- організатор антиросійського збройного підпілля Тимошенко Петро Федотович;
- Полковники Другої Світової війни: Тимошенки — Іван Микитович і Павло Микитович;
- Письменник, поет, член НСПУ Петро Панасович Сиченко;
- Працівник Центрального Державного історичного архіву України — К. П. Сульженко;
- Борець Григорій Оксентійович Зінченко (учень І. Піддубного);
- Диригент царського хору Микита Федотович Тимошенко;
- Священик Гавриїл Сергійович Сульженко.

## Гімн
Автор Олександр Бойко
Моя земле, чарівна і мила,
Мій заквітчаний перлами світ,
Ти щоразу розправляєш крила
І рушаєш у вільний політ.
У тумані стоїш золотавім
І блакить на твоїх куполах,
У підніжжя твого величаво
Несе хвилі Ірпінь на руках.
Славтесь, рідні мої Новосілки,
Слався, рідна моя сторона,
Калинового співу сопілки
Чую пісню, що з серця луна.
Ми сини твої, горді і вірні,
Твої дочки, калиновий цвіт,
Крізь історію із Старосілля
Ми крокуєм в оновлений світ.
Знову сонце сіяє, мов злато,
Знову м'ятою пахнуть поля,
Пісня серця ллється крилата,
А за серцем співає земля.
Славтесь, рідні мої Новосілки,
Слався, рідна моя сторона,
Калинового співу сопілки
Чую пісню, що з серця луна.
Ми сини твої, горді і вірні,
Твої дочки, калиновий цвіт,
Крізь історію із Старосілля
Ми крокуєм в оновлений світ.